# Salento
|  | Per a altres significats, vegeu «Salento (Colòmbia)». |

Salento (Salentino: Salentu, Salentino Griko: Σαλέντο) és l'extremitat sud-est de la regió italiana de la Pulla. És una sub-península de la península Itàlica i és coneguda com el taló de la bota italiana. Administrativament, abasta les províncies de Bríndisi, Lecce i Tàrent. La península també es coneix com a Terra d'Òtranto, i en èpoques antigues va rebre els noms de Messapia, Calabria i Salentina. És una regió cultural, històrica i geogràfica a l'extrem sud de la regió administrativa de la Pulla al sud d'Itàlia. És una subpenínsula de la península italiana, de vegades descrita com el "taló" de la "bota" italiana.

## Història
Messapia (del grec Μεσσαπία) era l'antic nom d'una regió d'Itàlia que corresponia en gran part al Salento modern. Va ser habitada principalment pels Messapii a l'època clàssica. Pokorny deriva el topònim del reconstruït PIE *medhyo-, "mig" i PIE *ap-, "aigua" (Mess-apia, "enmig de les aigües"). Pokorny compara el topònim Messapia amb un altre antic topònim itàlic, Salapia, "aigua salada", una ciutat de la Pulla.
Els assentaments de l'edat del bronze final eren complexos i relativament rics, van perdre la seva riquesa a principis de l'edat del ferro i es van degradar en cabanes disperses. Els pagesos conreaven cereals i utilitzaven els prats per a la pastura de bestiar. En l'època arcaica posterior es van aixecar cases de pedra acompanyades de parcel·les funeràries. Es va establir el comerç amb els grecs. La producció excedentària i la intensificació de la producció de vi i oli d'oliva van permetre la cultura del període hel·lenístic. Els romans van conquerir Salento al segle iii aC donant lloc a un procés de consolidació de les granges.

## Geografia

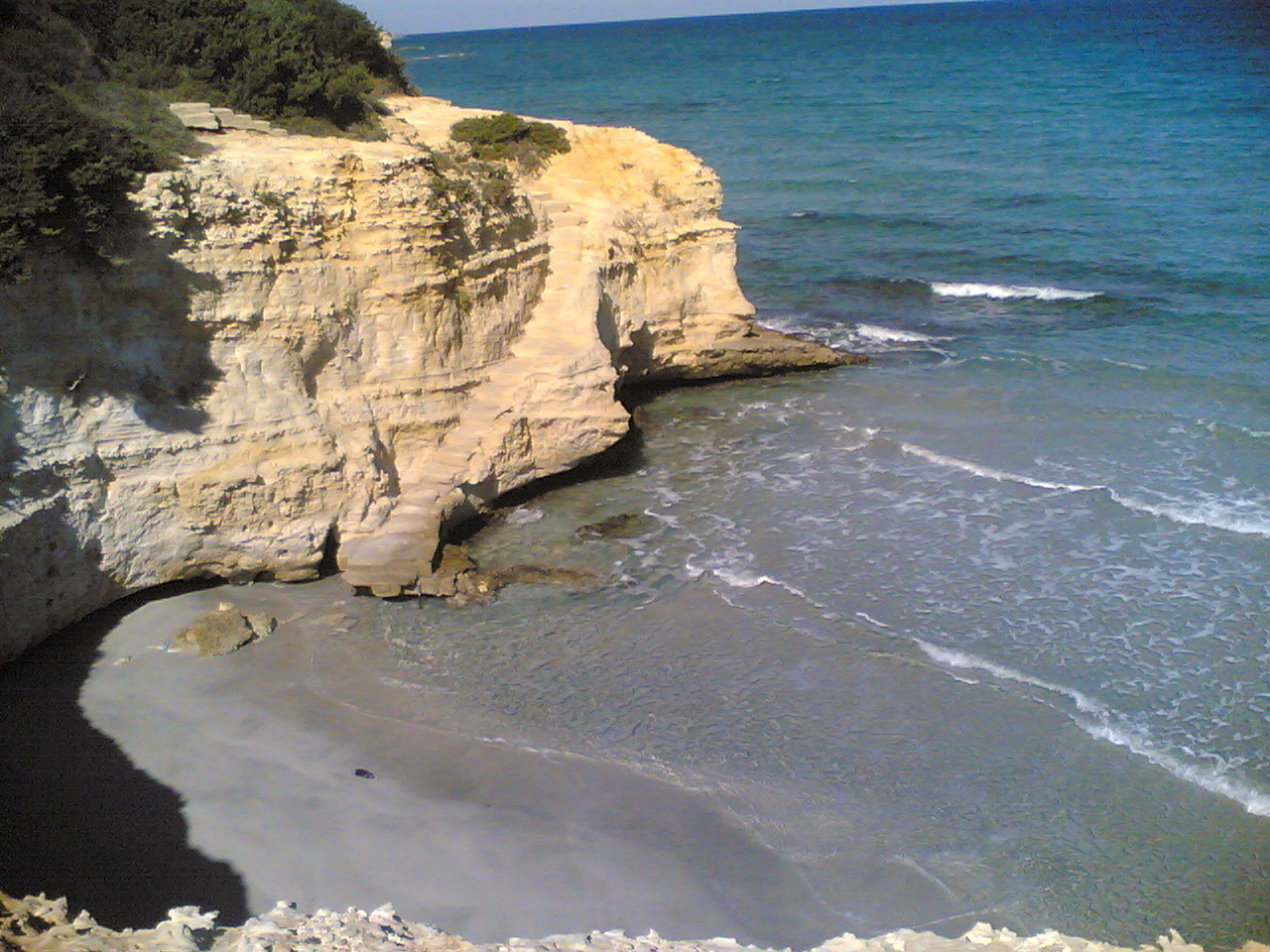
Platja de Conca Specchiulla, al nord d'Otranto.

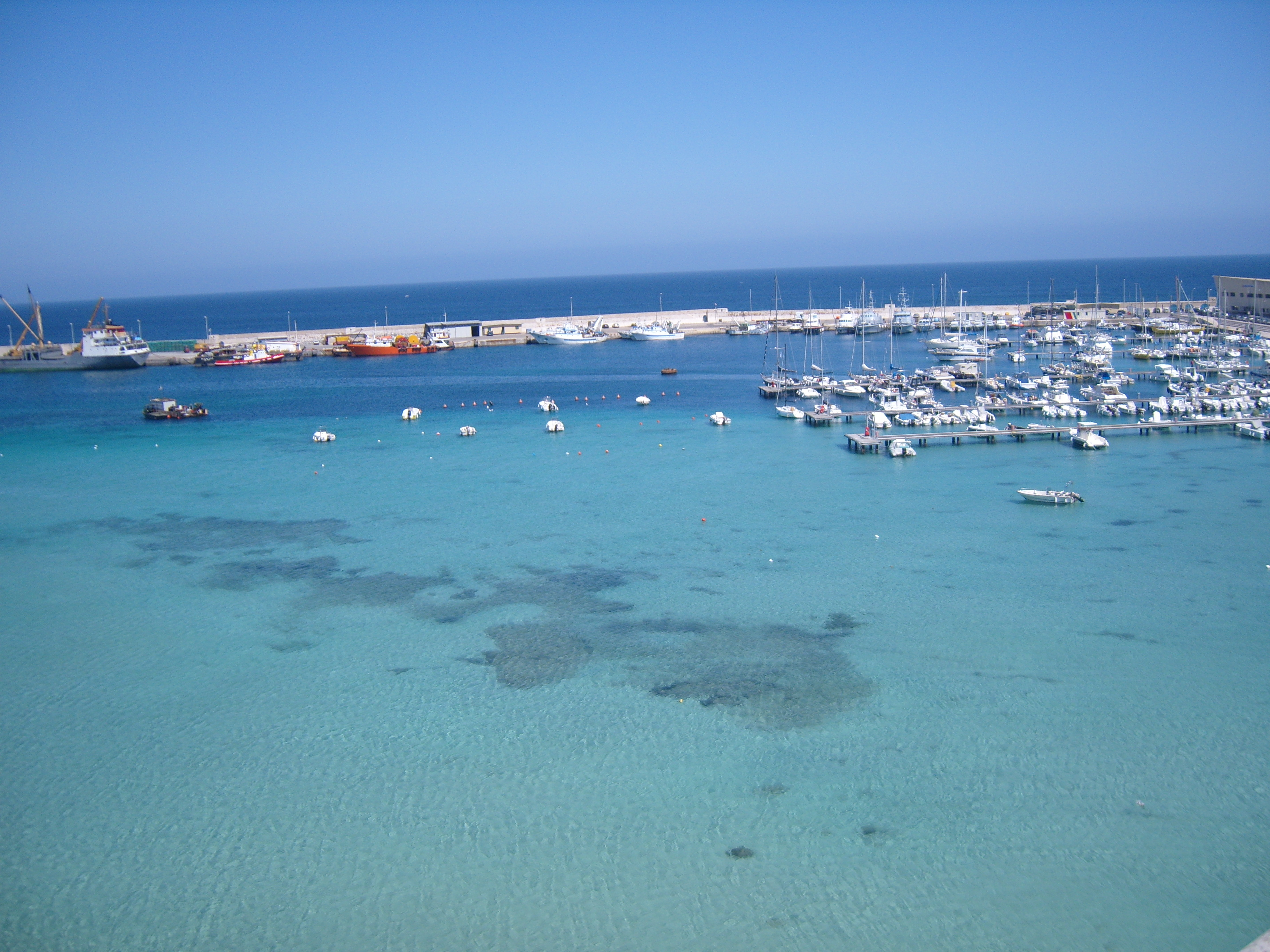
Port d'Òtranto.

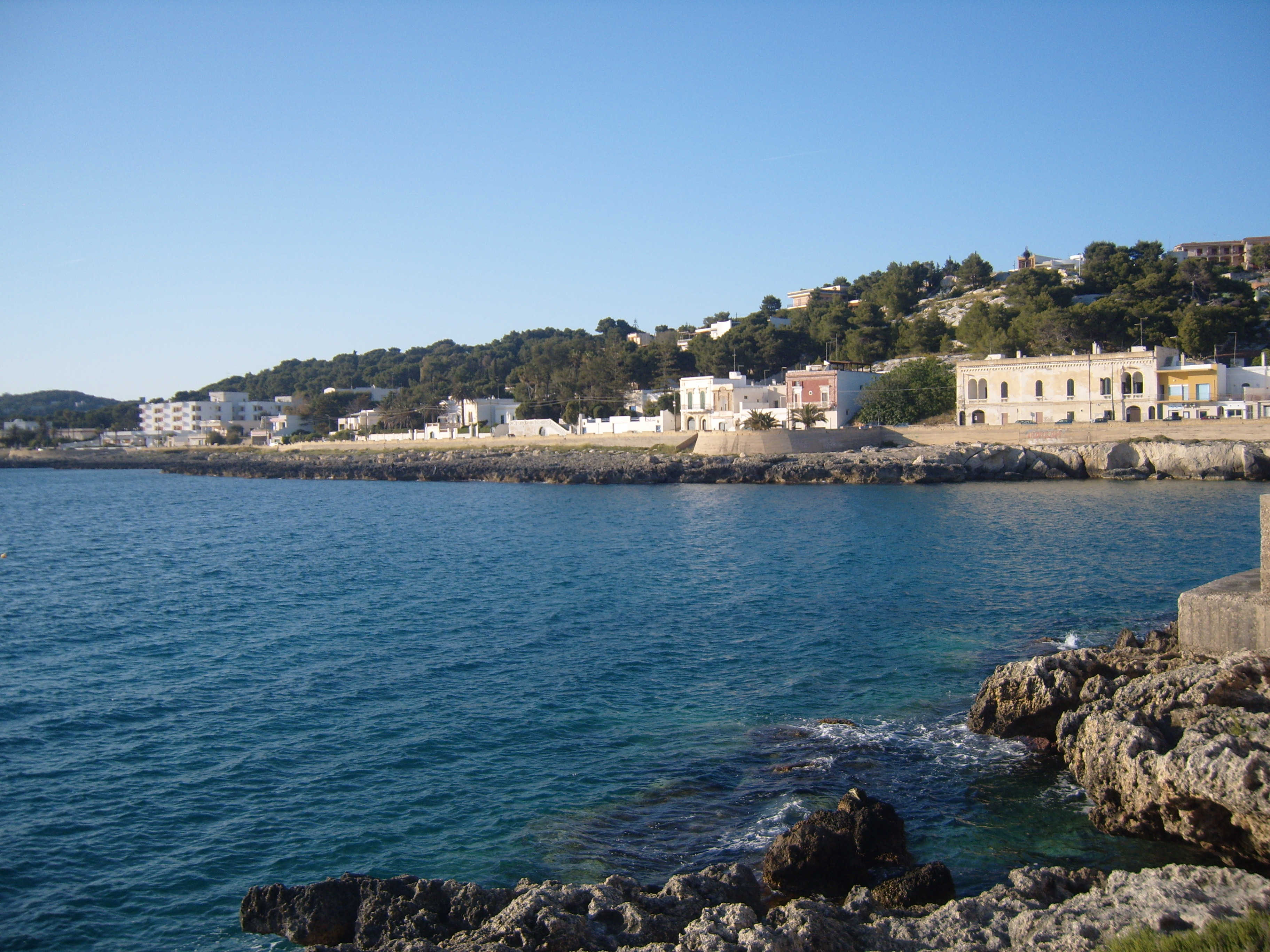
Costa de Santa Maria al Bagno.

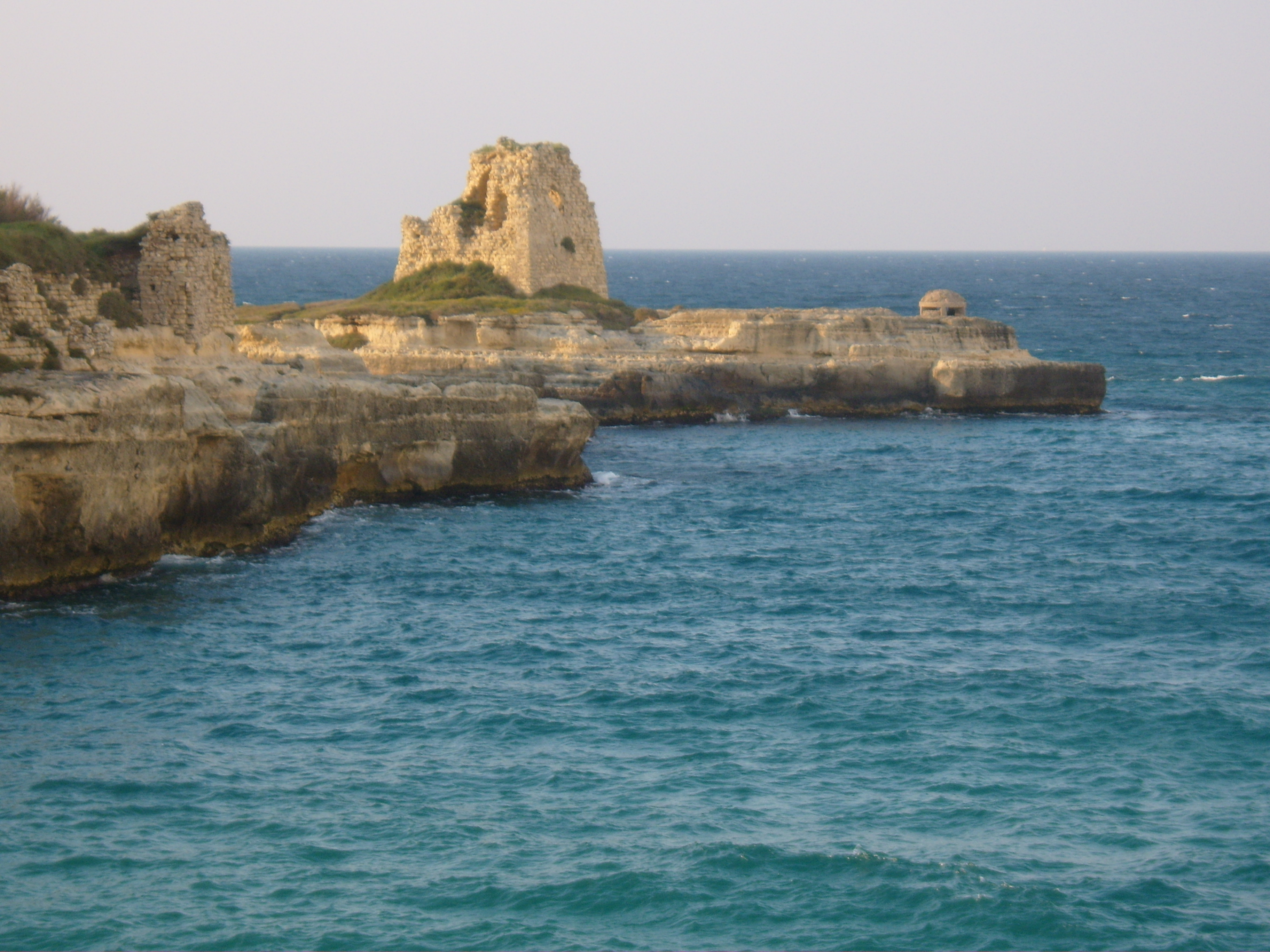
Torre costanera del Salento del segle XVI, a Roca Vecchia.

La península de Salento està formada per pedra calcària, que divideix el golf de Tàrent a l'oest del Canal d'Òtranto a l'est, amb la mar Adriàtica al nord i la Mar Jònica al sud. Coneguda també com a "península salentina", des d'un punt de vista geomorfològic abasta les fronteres terrestres entre el mar Jònic i el mar Adriàtic, fins al "llindar messapic", una depressió que recorre la línia Tàrent - Ostuni i la separa de la Murge.
El clima és típicament mediterrani amb estius calorosos i secs i hiverns suaus i plujosos que ofereixen condicions adequades per al cultiu d'olivera, cítrics i palmeres. La topografia generalment plana i els mars circumdants poden fer que Salento sigui propens al temps ventós durant tot l'any.
Els hiverns són suaus i plujosos, amb temperatures que generalment oscil·len entre 10 i 20 °C durant el dia. Els vents de bora ocasionals del nord-est poden portar temperatures més fredes a l'est de la península italiana. Les nevades s'han registrat tan recentment com el 2017, però generalment són molt rares a la costa de Salento. En canvi, els vents de Xaloc del sud poden portar temperatures càlides de 20 °C + fins i tot durant els mesos d'hivern.
Al costat de bona part del sud d'Itàlia, els estius són calorosos, secs i assolellats. Mentre que els març que envolten Salento el moderen a causa de la calor extrema que es veu a Foggia i Basilicata, les temperatures d'estiu encara són altes amb temperatures que de vegades arriben als 40 °C o més durant les onades de calor. Els vents de Sirocco del sud dipositen ocasionalment pols i sorra del Sàhara a les ciutats costaneres de Salento durant aquestes onades de calor. Els nivells d'humitat poden ser alts i les tempestes d'estiu no es desconeixen.
Els seus límits són:
- Tàrent, a la província de Tàrent
- Pilone, al territori d'Ostuni, a la província de Bríndisi
- Santa Maria di Leuca, a la província de Lecce.

### Ciutats i pobles de Salento

#### Província de Lecce
Acquarica del Capo, Alessano, Alezio, Alliste, Andrano, Aradeo, Arnesano, Bagnolo del Salento, Botrugno, Calimera, Campi Salentina, Cannole, Caprarica di Lecce, Carmiano, Carpignano Salentino, Casarano, Castri di Lecce de' Grecirignano, Castrignano del Capo, Castro, Cavallino, Collepasso, Copertino, Corigliano d'Otranto, Corsano, Cursi, Cutrofiano, Diso, Gagliano del Capo, Galatina, Galatone, Gallipoli, Giuggianello, Giurdignano, Guagnano, Lecce, Leverano, Lizza, Leverano, Lizza, Martano, Martignano, Matino, Melendugno, Melissano, Melpignano, Miggiano, Minervino di Lecce, Monteroni di Lecce, Montesano Salentino, Morciano di Leuca, Muro Leccese, Nardò, Neviano, Nociglia, Novoli, Ortelle,,, Ortelle ,, Poggiardo, Porto Cesareo, Presicce, Racale, Ruffano, Salice Salentino, Salve, San Cassiano, San Cesario di Lecce, San Donato di Lecce, San Pietro in Lama, Sanarica, Sannicola, Santa Cesarea Terme, Scorrano, Seclì, Sogliano Cavour, Soleto, Specchia, Spongano, Squinzano, Sternatia, Supersano, Surano, Surbo, Taurisano, Taviano, Tiggiano, Trepuzzi, Tricase, Tuglie, Ugento, Ugento, Uggiano, Chiesano la Verno.

#### Província de Bríndisi
Bríndisi, Carovigno, Cellino San Marco, Erchie, Francavilla Fontana, Latiano, Mesagne, Oria, Ostuni, San Donaci, San Michele Salentino, San Pancrazio Salentino, San Pietro Vernotico, San Vito dei Normanni, Torchiarolo, Villa Torre Castelli Santa Susanna,.

#### Província de Tàrent
Avetrana, Carosino, Faggiano, Fragagnano, Grottaglie, Leporano, Lizzano, Manduria, Maruggio, Monteiasi, Monteparano, Pulsano, Roccaforzata, San Giorgio Ionico, San Marzano di San Giuseppe, Sava, Taranto, Torricella.

## Llenguatge
Al Salentino, es parla predominantment el dialecte Salentino de la llengua siciliana, encara que també es parla un antic dialecte hel·lènic (conegut com a Griko) en algunes ciutats de l'interior.

## Transport
Els aeroports internacionals més propers són els de Bríndisi i Bari (aquest últim està fora de Salento però no gaire lluny).
Una autopista de 2 carrils connecta Salento amb Bari. La línia principal del ferrocarril acaba a Lecce. Altres ubicacions són servides per ferrocarrils regionals.
Els ports d'oci són els de: Taranto, Bríndisi, el port turístic i d'oci de Campomarino di Maruggio, Gallipoli, Santa Maria di Leuca, Òtranto.

## Torres costaneres
Les torres costaneres de Salento són torres de vigilància costaneres, ja que la costa de la península va ser durant molt de temps objecte dels atacs marítims dels sarraïns. Les primeres torres poden haver estat construïdes per normands. La resta de torres històriques són majoritàriament dels segles XV i XVI. Molts estan ara en ruïnes.

## Alimentació i gastronomia
Alguns dels plats populars de la zona de Salento inclouen:
- Orecchiette, pasta "en forma d'orella", sovint cuinada amb salsa de tomàquet i un formatge cremós fort anomenat ricotta schianta, o amb grelos
- Parmigiana di melanzane, feta amb albergínies, salsa de tomàquet i formatge com mozzarella o altres
- Pitta di patate, un pastís salat fet amb puré de patates
- Turcinieddhri, vísceres de xai a la brasa
- Purciaddruzzi, galetes fregides fetes a mà amb mel, que es mengen durant l'època de Nadal

## Turisme
A la província de Lecce, la cova del Ciolo és una de les principals destinacions turístiques.

### Festes gastronòmiquesSagre
Els festivals de menjar sagre de Salento mostren la cuina local, les tradicions culinàries i la cultura local. Aquestes festes comunals són ocasions vibrants i acollidores que proporcionen una introducció a la cuina de Salento.

## Cultura gai
Salento és una destinació de vacances important per a la població gai italiana. Estius llargs i calorosos, costa variada i vida nocturna vibrant atreuen una multitud gai internacional. S'ha desenvolupat una sofisticada escena gai al voltant de la ciutat de Gallipoli, al sud de Salento, els lidos de Baia Verde i les platges naturistes properes.
El Salento Pride se celebra anualment.

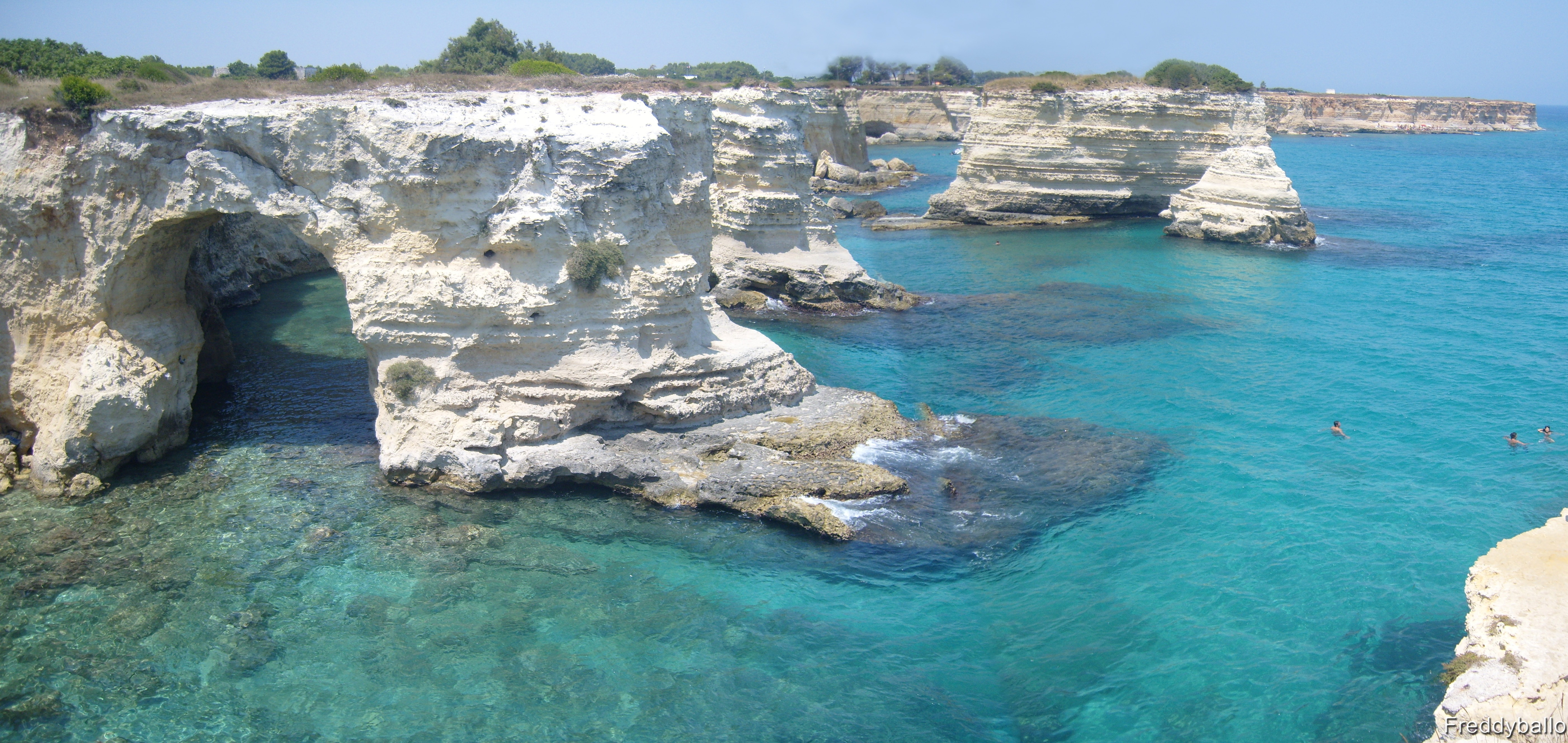
Vista de la Torre Sant'Andrea, part del port esportiu de Melendugno.

Llac Alimini Grande, prop d'Òtranto.